# 陈霸先墓
陈霸先墓，位于中国广东省云浮市云浮市云城区思劳镇狗迳山，为云浮市的一个市、县级文物保护单位，类型为古墓葬，公布时间为1988年1月22日。
陈霸先衣冠冢的历史年代为陈朝。